# Уманцівка (станція)
Уманцівка — проміжна залізнична станція 5-го класу Полтавської дирекції Південної залізниці на електрифікованій лінії Полтава — Ромодан. Розташована поблизу трьох населених пунктів: Пальчиківка, Гутирівка та Уманцівка Полтавського району Полтавської області.

## Історія
Станція відкрита 1901 року. До 1918 року належала приватній Московсько-Києво-Воронезькій залізниці, того ж року увійшла до складу Південної залізниці. 
У 2002 році станція електрифікована змінним струмом (~25 кВ). Напередодні запуску «Столичного експреса» сполученням Київ — Харків було проведено реконструкцію станційного господарства та капітальний ремонт вокзалу, посадкових платформ.
На початку 2000-х років на станції зупинявся  пасажирський поїзд № 665/620 сполученням Полтава — Гребінка.
У 2013 році колектив станції складався з п'яти працівників: начальника станції Віти Лукашенко, чергових станції — Олени Власенко, Світлани Дмитренко (виконувач обов'язків квиткового касира), Ірини Кадучок (виконувач обов'язків квиткового касира) та Юлії ЛазарєвоїЗ 2022року штат станції складається з двох працівників-начальника станції Гнітько Тетяни та чергового станції Верхолаз Івана.
Управління рухом поїздів виконується зі станції Абазівка дистанційно.

## Інфраструктура
Станція складається з двох головних, двох бічних та однієї тупикової під'їзної колії, яка наразі не використовується. Перегони до станції Абазівка та колійного посту 296 км — двоколійні, електрифіковані, з двостороннім автоблокуванням.

## Пасажирське сполучення
На станції Уманцівка зупиняються приміські поїзди напрямку Гребінка — Ромодан — Полтава — Огульці. Для посадки пасажирів на поїзди облаштовані дві низькі платформи.